# Jerzy Borysowicz
Jerzy Borysowicz (ur. 28 kwietnia 1903 w Antopolu, zm. 5 czerwca 1980 w Radomiu) – polski lekarz psychiatra i neurolog, uczestnik walk o niepodległość Polski, działacz społeczny.

## Życiorys
Urodził się w majątku ziemskim Antopol, należącym do jego rodziców: Franciszka Borysowicza i Rozalii z Jermołowiczów. Miał dwóch starszych braci – Piotra, porucznika WP, zamordowanego w Katyniu i Antoniego, księdza katolickiego, dwukrotnie zesłanego do Kazachstanu, który do końca swojego życia służył wiernym na terenach obecnej Białorusi i Ukrainy.
Jerzy Borysowicz wychowany w domu w duchu patriotycznym podjął naukę w szkole powszechnej w Leplu, a po jej ukończeniu wstąpił w 1914 do gimnazjum w Połocku. Naukę przerwała I wojna światowa i maturę uzyskał dopiero w 1923 w Państwowym Gimnazjum im. Marii Konopnickiej w Ostrogu. Jako czternastoletni chłopiec wstąpił do harcerstwa, a w dwa lata później jako ochotnik 30 Pułku Strzelców Kaniowskich wziął udział w walce z bolszewikami. Po wojnie polsko-radzieckiej, rodzina Borysowiczów osiedliła się w Wilnie, gdzie Jerzy rozpoczął w 1923 r. studia medyczne na Wydziale Lekarskim Uniwersytetu im. Stefana Batorego, uzyskując dyplom w 1929.
Jego uzdolnienia, pracowitość i naukowe zainteresowania docenił Stanisław Karol Władyczko, kierownik Kliniki Neurologicznej w Wilnie, powierzając mu funkcję asystenta, a w roku 1931 delegując go na Uniwersytet w Tartu, aby pogłębił tam swą wiedzę medyczną pod kierunkiem dyrektora kliniki prof. Ludviga Puuseppa.
Po powrocie z Tartu, w latach 1934–1939 Jerzy Borysowicz pracował w Klinice Chorób Nerwowych i Umysłowych Uniwersytetu im. Stefana Batorego jako asystent i adiunkt prof. dr. Maksymiliana Rosego. W 1935 roku wyróżniony został powołaniem do komisji, która podjęła naukowe badania nad mózgiem Józefa Piłsudskiego.
W 1935 Jerzy Borysowicz poślubił Augustynę Bielaczyc. Po wybuchu II wojny światowej w 1939 przybył wraz z żoną i dwoma małymi synkami do Radomia.
W Radomiu na placu Stare Miasto 13, w budynku dawnego kościoła św. Wacława, mieścił się od 1930 roku Przytułek dla Umysłowo Upośledzonych i Dom Opieki dla Starców. Podczas okupacji niemieckiej, na skutek likwidacji większości szpitali psychiatrycznych, zaszła potrzeba przekształcenia przytułku na szpital psychiatryczny. Ordynatorem placówki został dr Jerzy Borysowicz. Nazywając się formalnie Przytułkiem dla Psychicznie Chorych, spełniał on rolę pełnowartościowego szpitala psychiatrycznego, w którym dr Borysowicz stosował wszelkie dostępne leki i metody leczenia. Tylko dlatego, że budynek nie nadawał się do żadnych innych celów, okupant oszczędził pacjentów i personel.
Działalność ordynatora biegła dwoma torami: leczył, a jednocześnie wśród chorych ukrywał ludzi zdrowych psychicznie, lecz zagrożonych  śmiercią z rąk hitlerowców. Znalazło się tam wielu Żydów, a wśród nich Mordechaj Anielewicz — komendant Żydowskiej Organizacji Bojowej.
W 1945 staraniem Jerzego Borysowicza władze zajętego przez Armię Czerwoną Radomia wyraziły zgodę na przekształcenie przytułku na Oddział Psychiatryczny Szpitala Miejskiego św. Kazimierza. Był to pierwszy oddział tego typu na ziemi kielecko-radomskiej. Oddział liczący początkowo 30 łóżek rozwinął się do 75. Stosowano w nim wszystkie nowoczesne metody leczenia i osiągano wyjątkowo dobre wyniki. Jednocześnie dr Borysowicz występował z memoriałami do władz miejskich i centralnych o budowę nowego szpitala psychiatrycznego w Radomiu i stworzenie chorym psychicznie warunków równych istniejącym w innych dziedzinach medycyny.
Po szesnastu latach pracy w lecznictwie psychiatrycznym w roku 1955 Borysowicz zorganizował w Szpitalu Miejskim pierwszy w województwie kieleckim Oddział Neurologiczny, w którym ordynował do r. 1967. W tym czasie wyszkolił nową kadrę lekarzy, którzy mogli kontynuować jego dzieło w uruchomionym w roku 1964 nowym szpitalu psychiatrycznym w Krychnowicach oraz obecnym Wojewódzkim Szpitalu Specjalistycznym w Radomiu.
Dr Jerzy Borysowicz lecznictwo psychiatryczne w Radomiu postawił na wysokim, cieszącym się uznaniem w kraju poziomie. Napisał on dwadzieścia prac naukowych publikowanych w różnych fachowych czasopismach lekarskich. Tematem jednej z nich było leczenie elektrowstrząsami w uśpieniu, którą to metodę stosował z powodzeniem na swoim oddziale, jako jeden z pierwszych w Polsce i na świecie. Od roku 1967 przeszedł do pracy w Poradni Neurologicznej w Radomiu, gdzie leczył chorych do końca życia.
Za swoje zasługi Jerzy Borysowicz został odznaczony m.in. Krzyżem Kawalerskim Orderu Odrodzenia Polski, Medalem 10-lecia Polski Ludowej, Odznaką „Za wzorową pracę w służbie zdrowia”. Władze miasta Radomia jedną z ulic w pobliżu szpitala w Krychnowicach nazwały jego imieniem.
W 1985 przyznano mu pośmiertnie izraelski Medal Jad Waszem — "Sprawiedliwy wśród Narodów Świata”.
Miał pięcioro dzieci.
Został pochowany, zgodnie ze swoją wolą, na cmentarzu w podradomskim Małęczynie.